# Euphrates Patera
L'Euphrates Patera è una struttura geologica della superficie di Marte.